# Lusine

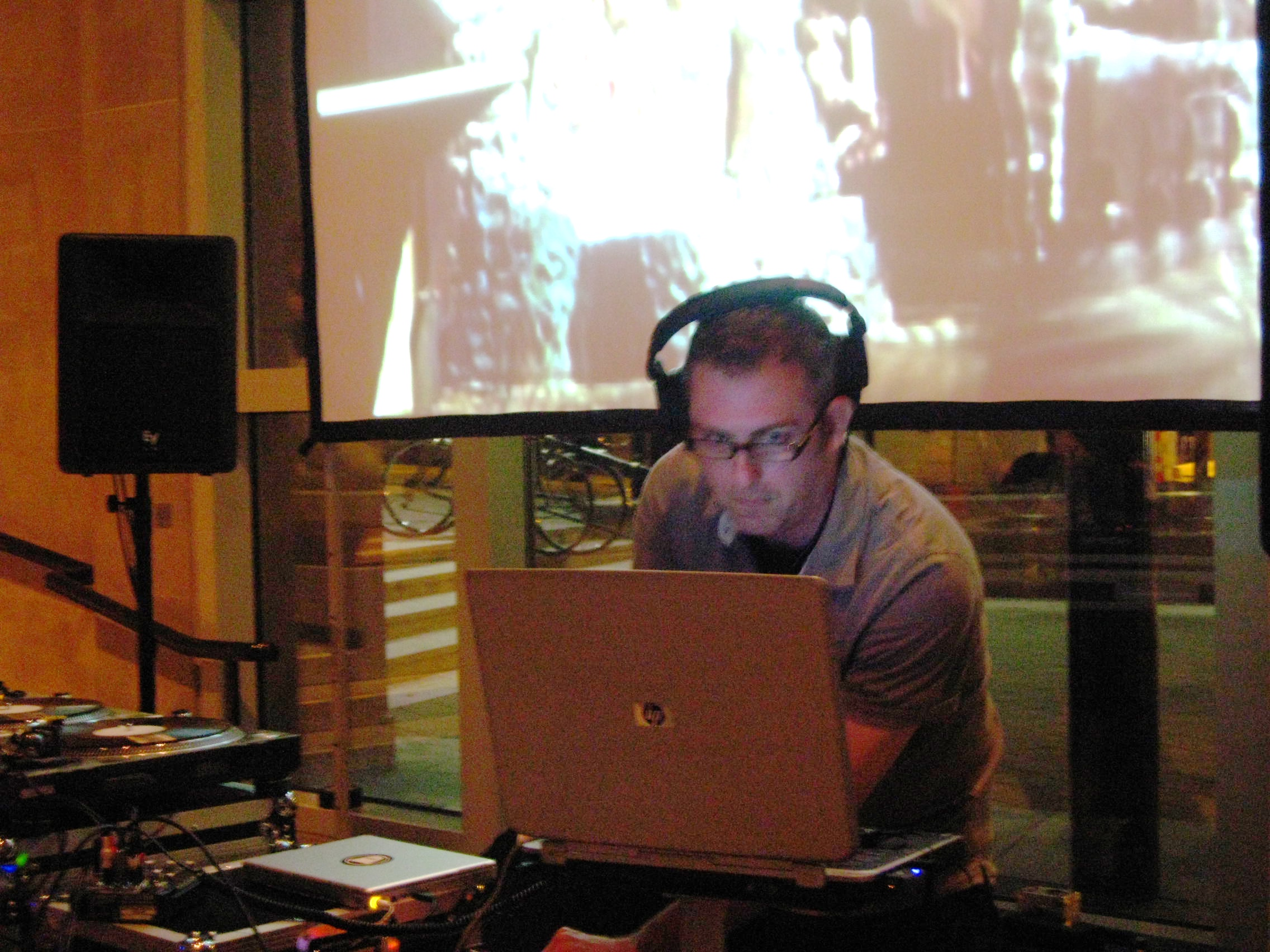
Lusine (2009)

Lusine (auch L’usine und Lusine ICL) ist der Künstlername des US-Amerikaners Jeff McIlwain, eines Interpreten der Elektronischen Musik.
McIlwain wurde in Texas geboren und lebt heute in Seattle. 1998 studierte er am California Institute of the Arts Elektronische Musik und Tongestaltung. 1999 veröffentlichte er bei Isophlux sein Debütalbum L’usine.
McIlwains Musikstil umfasst Ambient, Techno und Intelligent Dance Music.

## Diskografie

### Alben
- L’usine – L’usine (1999; Isophlux)
- Lusine ICL – A Pseudo Steady State (2000; U-Cover)
- Lusine ICL – Coalition 2000 (2001 live; U-Cover)
- Lusine ICL – Iron City (2002; Mad Monkey/Hymen Records)
- Lusine ICL – Condensed (2003 anthology; Hymen Records)
- Lusine – Serial Hodgepodge (2004; Ghostly International)
- Lusine – Podgelism (2007; Ghostly International)
- Lusine – Podgelism Select Remixes (12") (2007; Ghostly International)
- Lusine ICL – Language Barrier (2007; Hymen Records)
- Lusine – A Certain Distance (2009; Ghostly International)
- Lusine – The Waiting Room (2013; Ghostly International)
- Lusine – Sensorimotor (2017; Ghostly International)
- Lusine – Long Light (2023; Ghostly International)

### EPs und Singles
- L’usine – Coded (1999; Isophlux)
- Lusine ICL – Freak (2000; Hymen Records)
- Lusine ICL – Zealectronic Blue (2000 7"; Zealectronic)
- Lusine ICL – Slipthrough (2001; Hymen Records)
- L’usine – Surface (2001; Isophlux)
- Lusine ICL – Sustain (2002; Delikatessen Records)
- Lusine ICL – Chao (2002; Mental.Ind.Records)
- Lusine – Push (2003; Ghostly International)
- Lusine – Flat Remixes (2004; Ghostly International)
- Lusine – Inside/Out (2005; Ghostly International)
- Lusine – Emerald (2006; Ghostly International)
- Lusine – Two Dots (2009; Ghostly International)
- Lusine – Twilight (2010; Ghostly International)
- Lusine – Another Tomorrow (2013; Ghostly International)
- Lusine – Lucky (2013; Ghostly International)
- Lusine – Arterial (2014; Ghostly International)
- Lusine – Arterial Reworks (2015; Ghostly International)
- Lusine – Retrace (2019; Ghostly International)

### Compilations
- Various Artists – Refurbished Robots: KVRX Local Live Vol. 4 (1999; KVRX)
- Lusine ICL – Condensed (2003; Hymen Records)
- Lucky Numbers: The Ghostly International EPs (2010; Ghostly International)